# مسرح الأولمبيا (باريس)
مسرح الأولمبيا هو قاعة عروض مغطاة يقع بالرقم 28 لشارع كابوسين في الدائرة 9 بالعاصمة الفرنسية باريس ويعتبر أقدم مسرح عروض مغطاة في باريس مازال نشاطه قائماً إلى اليوم، تتسع قاعته إلى 2000 متفرج ، تأسست عام 1893، من قبل برونو كوكتركس.
غنى فيه العديد من المشاهير العالميين والعرب أمثال داليدا، فيروز، أم كلثوم، عبد الحليم حافظ، نعيمة سميح، جيلبير بيكو، نجوى كرم، لارا فابيان، ميريي ماتيو، شير، سيلين ديون، ديانا روس، جيمس براون، راغب علامة وأخيرا المطربة الإماراتية أحلام حفلة ناجحة على ذات المسرح بتاريخ 22.08.2015.

## لائحة النجوم الذين غنوا في المسرح
- ام كلثوم
- الشاب فضيل
- احلام
- كاظم الساهر
- صابر الرباعي
- صباح (مغنية)
- نانسي عجرم
- فيروز (مغنية)
- راغب علامة
- وردة الجزائرية
- ماجدة الرومي
- عبد الحليم حافظ
- إليسا
- نجوى كرم
- نعيمة سميح
- نجاة أعتابو
- عزيزة جلال
- عبد الوهاب الدكالي
- عبد الهادي بلخياط
- ناس الغيوان
- مجموعة إزنزارن
- حكيم